# Manuel Bellés Casanova
Manuel Bellés Casanova (Benasal, Alt Maestrat, 28 d'agost de 1849 – Girona, 28 de juny de 1884) fou un militar progressista valencià, protagonista d'un pronunciament militar d'ideologia republicana.
Ingressà a l'exèrcit espanyol el juliol de 1870. Participà en la tercera guerra carlina on després dels combats a Anglès i Sant Hilari Sacalm fou ascendit a sergent. Després va combatre a la vall de Somorrostro i el 1871 fou ascendit a sergent primer. Després de la batalla de Montejurra fou ascendit a alferes i va rebre la creu roja del mèrit militar. El 1874 fou destinat a Cuba, on el 1875 va rebre el grau de tinent.
Tornat de Cuba, fou destinat a València i al dipòsit de Xiva, i l'octubre de 1880 fou ascendit definitivament a tinent. El 1882 fou destinat al Batalló de Caçadors de Mèrida a Barcelona, i d'allí fou destinat a Santa Coloma de Farners amb el grau de capità.
Vinculat a l'Associació Republicana Militar, el 1884 va participar en un infructuós pronunciament de caràcter republicà del coronel Ramón Ferrandiz de la Plaza a Santa Coloma de Farners. Fracassada la revolta, van fugir a Castellfollit de la Roca, on foren fets presoners i duts a Besalú. Condemnats a mort, el 27 de juny de 1884 ell i el coronel Ferrandiz van ser executats fora muralla, prop de l'antic hospital militar de Girona, malgrat les peticions de clemència que es van fer des de diferents àmbits. El 1889 l'ajuntament de Girona va erigir un monument funerari al cementiri per subscripció popular, on reposen les despulles dels dos militars. Tenen dedicat un carreró a Girona.